# Britta Behrendt

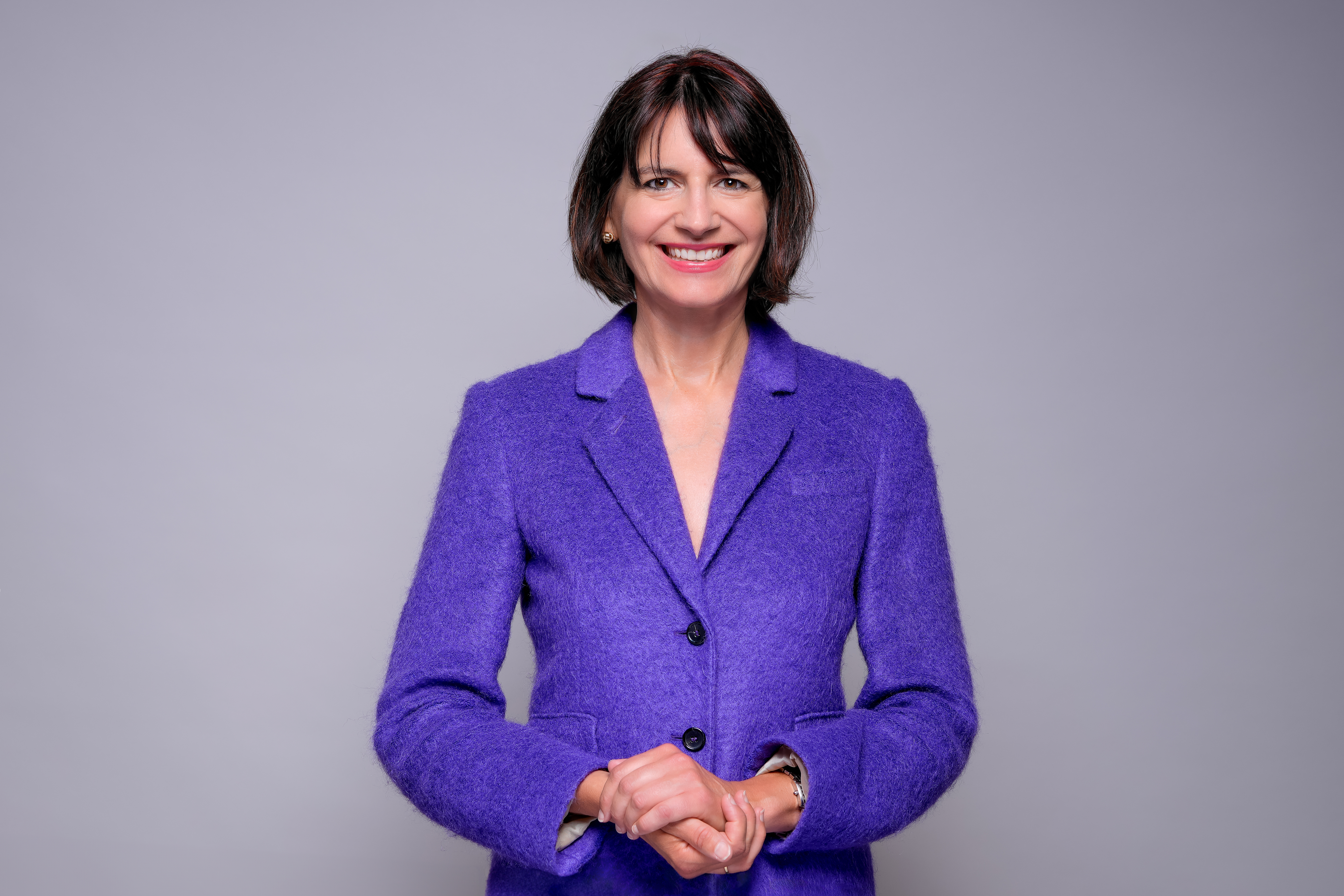
Britta Behrendt (2024)

Britta Behrendt ist eine deutsche politische Beamtin (CDU). Seit April 2023 ist sie Staatssekretärin für Klimaschutz und Umwelt in der Berliner Senatsverwaltung für Mobilität, Verkehr, Klimaschutz und Umwelt.

## Leben
Behrendt studierte ab 1994 Rechtswissenschaften an der Universität des Saarlandes, der Universität Pisa und der Humboldt-Universität zu Berlin. 2000 legte sie das erste juristische Staatsexamen ab. 2001 legte sie den Master of Laws in Handelsrecht an der Universität Kapstadt ab. Von 2001 bis 2003 absolvierte sie das Rechtsreferendariat am Kammergericht. 2003 legte sie das zweite juristische Staatsexamen ab. Von 2004 bis 2008 war sie als wissenschaftliche Mitarbeiterin eines Bundestagsabgeordneten tätig. Seit 2008 ist sie Mitglied der CDU. Von 2008 bis 2011 war sie erstmals im Bundesministerium des Innern tätig, unter anderem als Redenschreiberin des Ministers Thomas de Maizière. 2011 folgte sie de Maizière ins Bundesministerium der Verteidigung. Dort war sie ab 2013 persönliche Referentin von de Maizières Nachfolgerin Ursula von der Leyen. 2014 kehrte Behrendt ins Bundesinnenministerium zurück, wo sie zunächst die Büroleitung von Minister de Maizière übernahm. Anschließend war sie von 2015 bis 2016 als Verbindungsbeamtin zum italienischen Innenministerium in Rom tätig. Anschließend nahm sie bis 2023 verschiedene Funktionen im Bundesinnenministerium in Berlin wahr.
Am 28. April 2023 wurde Behrendt zur Staatssekretärin für Klimaschutz und Umwelt in der Berliner Senatsverwaltung für Mobilität, Verkehr, Klimaschutz und Umwelt ernannt.
Zum 1. September 2025 übernimmt Behrendt die Leitung der Abteilung 6 (Digitales und Staatsmodernisierung, Innen- und Rechtspolitik) im Bundeskanzleramt.
Behrendt ist verheiratet und hat zwei Töchter.